# 타이푸르 하붓추
타이푸르 하붓추 마르샨(튀르키예어: Tayfur Havutçu Marshan, 1970년 4월 23일 ~ )은 튀르키예의 축구 감독이자 전직 프로 축구 선수이다. 그는 가장 최근에 쉬페르리그 클럽 카슴파샤의 감독을 맡았다. 또한 그는 2002년 FIFA 월드컵에서 튀르키예 국가대표팀이 3위를 차지했을 당시 국가대표팀의 일원이었다.

## 구단 경력
하붓추는 독일에서 선수 경력을 시작했으며, 인턴십 기간 동안 독일 클럽인 다름슈타트 98에서 뛰었다. 이후 그는 튀르키예를 거쳐 이란으로 떠나 테헤란의 이란 지역 축구팀에서 뛰었다. 1993–94년 시즌에는 튀르키예 클럽인 페네르바흐체로 이적하였고, 그곳에서 2년을 보낸 후 코자엘리스포르로 이적했다. 1997년, 타이푸르는 베식타시로 이적하였고 그곳에서 은퇴하였다.

## 국가대표팀 경력
하붓추는 튀르키예 국가대표팀에서 활약하며 총 44경기에 출전하였고, 6골을 넣었다.
그는 국가대표팀의 일원으로 UEFA 유로 2000과 2002년 FIFA 월드컵에 참가하였으며, 특히 2002년 한일 월드컵에서는 튀르키예의 3위 달성에 기여하였다.

## 감독 경력
그는 수년간 베식타시에서 수석 코치로 활동하였으며, 2010–11년 시즌이 끝난 후 베른트 슈스터가 사임하면서 감독직을 맡게 되었다. 이후 그는 감독직을 위한 1년 옵션이 포함된 3년 계약을 베식타시와 체결하였다. 2011년 7월 14일, 그는 튀르키예 쿠파스 결승전 이스탄불 BB와 베식타시의 경기에서 벌어진 승부조작 혐의로 체포되었다. 하붓추는 2011년 12월 12일, 재판을 기다리는 조건으로 석방되었으며, 이후 베식타시의 감독직을 다시 맡을 예정이었다.

## 수상
코자엘리스포르
- 튀르키예 쿠파스: 1997년

베식타시
- 쉬페르리그: 2002-03년
- 튀르키예 쿠파스: 1998년, 2006년
- 튀르키예 쉬페르 쿠파: 1998년[4]

튀르키예
- FIFA 월드컵 3위: 2002년[5][6][7]